# Сакраменту (Минас-Жерайс)
Сакраменту (порт. Sacramento) — муниципалитет в Бразилии, входит в штат Минас-Жерайс. Составная часть мезорегиона Триангулу-Минейру-и-Алту-Паранаиба. Входит в экономико-статистический микрорегион Араша. Население составляет 22 020 человек на 2006 год. Занимает площадь 3 071,454 км². Плотность населения — 7,2 чел./км².
Праздник города — 24 августа.

## История
Город основан 24 августа 1820 года.

## Статистика
- Валовой внутренний продукт на 2003 год составляет 381 589 012,00 реалов (данные: Бразильский институт географии и статистики).
- Валовой внутренний продукт на душу населения на 2003 год составляет 17 580,70 реалов (данные: Бразильский институт географии и статистики).
- Индекс развития человеческого потенциала на 2000 год составляет 0,797 (данные: Программа развития ООН).